# Colin Powell
Colin Luther Powell (5. dubna 1937 New York, USA – 18. října 2021 Bethesda, Maryland, USA) byl americký politik a generál, v letech 2001–2005 ministr zahraničních věcí Spojených států amerických.

## Kariéra
Colin Powell se narodil 5. dubna 1937 ve čtvrti Harlem, která patří k Manhattanu, jamajským rodičům – Maudě Arialové (za svobodna McKoyové) a Lutheru Theophilovi Powellovi. Také má skotské předky. Vyrůstal v jižním Bronxu a studoval na Univerzitě George Washingtona.
Jako generál americké armády vykonával v době vlády Ronalda Reagana v letech 1987–1989 funkci poradce pro národní bezpečnost. V letech 1989–1993 byl předsedou Sboru náčelníků a v této funkci vedl americká vojska během války v Zálivu. V roce 1993 mu Ronald Reagan udělil ocenění Ronald Reagan Freedom Award.
Ve funkci ministra zahraničních věcí byl od 20. ledna 2001 do 23. ledna 2005 v kabinetu prezidenta George W. Bushe. Prezident Bush jej do funkce navrhl 16. prosince 2000 a poté, co jej Kongres Spojených států amerických jednomyslně schválil, stal se Powell historicky nejvýše postaveným Afroameričanem v americké vládě. Ve funkci ho nahradila Condoleezza Riceová.
V závěru života trpěl Parkinsonovou nemocí a mnohočetným myelomem. Zemřel 18. října 2021, ve věku 84 let, kdy podlehl komplikacím spojeným s covidem-19.

## Ministr zahraničních věcí USA
Ve funkci ministra zahraničí byl v době, kdy prezident George W. Bushe v reakci na teroristické útoky 11. září 2001 zahájil dvě války. Prezident se v té době spokojil pouze s první rezolucí Rady bezpečnosti OSN, tedy s tím, že Tálibán v Afghánistánu v roce 2001 a Husajnův režim v Iráku v roce 2003 byly označeny za hrozbu pro mezinárodní mír a bezpečnost. Ani v jednom případě prezident nepočkal na druhou větu, kterou by mu Rada bezpečnosti OSN dala „zmocnění použít všech nezbytných prostředků“. Colin Powell se před válkou v Iráku, 5. února 2003, osobně obrátil přímo na Radu bezpečnosti OSN s ujištěním, že má všechny důkazy o nespolehlivosti představitele Iráku a současně potvrdil, že existuje spojení mezi Saddámem Husajnem a teroristickou organizací Al-Káida. Později vyšlo najevo, že Powell v tomto projevu pronesl několik záměrných, vědomých a prokazatelných lží, kdy argumentoval proti poznatkům vlastního týmu pro zpravodajství a výzkum (INR), a dopustil se několika argumentačních triků, včetně záměrného vynechání několika „nevhodných“ skutečností či vyrábění ad hoc důkazů.
Powellův projev měl velký vliv jak na veřejné mínění v USA tak i na mezinárodní scéně. Válka v Iráku byla zahájena dne 20. března 2003.
Zbraně hromadného ničení nebyly v Iráku nalezeny, spojení Saddáma Husseina s Al-Káidou neexistovalo. Powell později uznal, že invaze do Iráku bylo špatné rozhodnutí a v otázce na jeho projev před OSN a jeho následky spíše než vinu cítí, že byl zmanipulován scestnými důkazy a projev v OSN vidí jako „nejhorší bod své kariéry“.